# Embankment
Embankment – stacja metra londyńskiego położona w dzielnicy City of Westminster i obsługująca cztery linie: Bakerloo Line, Northern Line, Circle Line oraz District Line. Jest jedną z dwóch stacji służących pasażerom chcącym dostać się z metra na dworzec Charing Cross lub odwrotnie. Stacja liczy sześć peronów. Rocznie korzysta z niej ok. 20 milionów pasażerów. Kilkakrotnie zmieniano jej nazwę, obecna funkcjonuje od 1976. Należy do pierwszej strefy biletowej.